# Ionenmobiliteitsspectrometrie
Ionenmobiliteitsspectrometrie, kortweg IMS, is een analytische techniek om chemische componenten te scheiden en te identificiëren op basis van hun migratiesnelheid als ion in gasfase. Het grote voordeel van IMS is de snelheid waarmee metingen verricht kunnen worden. Een scheikundige stof kan gedecteerd worden in luttele seconden.
Ionenmobiliteitsspectrometers zijn er in alle vormen en maten en worden gebruikt in een veelheid van sectoren, bijvoorbeeld in de analyselabo's van de farmaceutische industrie, door veiligheidsinstanties (zoals de veiligheidsdienst van een luchthaven) en in de geneeskunde.

## Werking
Een ionenmobiliteitsspectrometer bestaat grofweg uit drie delen: het ionisatiegedeelte, de drijftunnel en het analysegedeelte.

### Ionisatie
Vooraleer een stof geanalyseerd kan worden, moet ze geïoniseerd worden. Ionen kunnen bekomen worden door onder meer corona ontlading, elektrospray ionizatie (ESI), en matrix-geassisteerde laser desorptie/ionisatie (MALDI). De stof is na deze stap opgesplitst in ladingdragende bouwblokken of ionen.

### Drijftunnel
De ionen worden op geijkte tijdstippen toegestaan in het volgende deel van het apparaat, de drijftunnel. Dit gebeurt een fractie van seconde per keer. In de drijftunnel krijgen de ionen te maken met twee drijfveren: een trekkend elektrisch veld en een tegenwerkend draaggas. De snelheid waarmee het ion de andere kant van de tunnel bereikt hangt af van zijn ionenmobiliteit. De ionenmobiliteit is afhankelijk van de lading, het gewicht en de grootte en vorm van het betreffende ion. Het tijdstip waarop verschillende ionen de tunnel verlaten verschilt dus van ion tot ion. Om een voorbeeld te geven: hoe groter het ion, des te meer botsingen met draaggasmoleculen het te verduren zal krijgen en des te langer het duurt vooraleer het de tunnel kan verlaten.

### Analyse
Aan het einde van de tunnel staat een detector die de ionen waarneemt. Zo kan het tijdstip of de "time-of-flight" opgemeten worden en vergeleken met bekende waarden van standaardoplossingen. Deze techniek wordt TOFIMS genoemd of "time-of-flight ionenmobiliteitsspectrometrie". Naast het opmeten van de time-of-flight kunnen nog andere technieken aan het apparaat gekoppeld zijn. Andere analysetechnieken die aan IMS gekoppeld kunnen worden zijn massaspectroscopie of chromatografie.